# Estola albocincta
Estola albocincta är en skalbaggsart som beskrevs av Julius Melzer 1932. Estola albocincta ingår i släktet Estola och familjen långhorningar.
Artens utbredningsområde är Paraguay. Inga underarter finns listade i Catalogue of Life.